# WxWidgets
wxWidgets（/wɪksˈwɪdʒɪts/，原名wxWindows）是一個開放原始碼且跨平台用來建立圖形使用者介面（GUI）的物件工具集（widget toolkit）程式庫。wxWidgets原創是由Julian Smart於1992年在愛丁堡大學首先開發。
wxWidgets使採用其函式庫所開發的圖形介面軟體只需要對原始碼做少量更改（或者完全不用更改），就能在各種不同的作業平台上編譯並執行。目前可支援Windows、Apple Macintosh、Linux／Unix（轉譯成X11、GTK+、Motif等函式庫）、OpenVMS、以及OS/2。嵌入式的版本也正在開發中。
函式庫本身使用C++語言開發，但也有其它不同程式語言的綁紮，例如：Python（wxPython）、Lua(wxlua)、Perl（wxPerl）、Ruby（wxRuby）、Smalltalk（wxSmalltalk）、Java（wx4j）、甚至是JavaScript（wxjs）等。
使用wxWidgets開發的軟體不需經過諸如虛擬機器的技術就能執行，雖然在不同平台可使用相近甚至相同的原始碼，但其最終編譯並產出的執行檔對所在的作業平台而言是原生的。
另外，wxWidgets不只可以用來建立GUI，它也內建了基於ODBC的資料庫函式、行程間通訊以及網路socket函式等的支援。
wxWidgets的授權許可證是經過開放原始碼促進會認證，其本質等同於GNU宽通用公共许可证（LGPL）。然而一個例外是wxWidgets授權允許修改者以自己的許可證發佈。

## 使用wxWidgets開發的軟體
- Aegisub 开放源代码的字幕制作工具
- Amaya網頁編輯工具
- aMule 基於eMule的跨平台P2P軟體。
- Audacity 跨平台且開放原始碼的聲音編輯器。
- BitTorrent點對點檔案分享peer-to-peer file sharing application
- FileZilla - 跨平台且開放原始碼的FTP軟體。
- Code::Blocks C/C++ IDE
- CodeLite C/C++ IDE
- ionCube PHP編碼器
- PTGui 照片拼接軟件
- RapidSVN Subversion用戶端
- TortoiseCVS CVS用戶端
- wxDownload Fast 下載管理員
- wxMaxima 電腦代數系統
- MadEdit 文本/十六进制编辑器
- FreeFileSync 文件同步工具
- smartCOM 串口调试工具，支持LINUX与WINDOWS
- HeeksCAD 三维CAD软件
- wxMP3gain MP3gain的图形界面前端程序

## 外部連結
- 官方網站 （页面存档备份，存于）
- 官方教學文件 （页面存档备份，存于）
- wxForum，非官方討論區
- wxSnippets，wxWidgets原始碼片段蒐集
- wxCode，wxWidgets擴充元件 （页面存档备份，存于）
- wyoGuide，跨平台教學指南 （页面存档备份，存于）
- wxWidgets中国爱好者邮件列表（wxChinese） （页面存档备份，存于）

### 其它程式語言支援
- wxBasic （页面存档备份，存于）
- wxCaml
- wxCL （页面存档备份，存于）
- wxD
- wxEiffel （页面存档备份，存于）
- wxErlang
- wxHaskell （页面存档备份，存于）
- wx4j（wxWidgets for Java） （页面存档备份，存于）
- wxJavaScript （页面存档备份，存于）
- wx.NET
- wxLua
- wxPerl （页面存档备份，存于）
- wxPython （页面存档备份，存于）
- wxRuby
- wxSqueak

### 整合開發環境（IDE）與快速開發工具（RAD tools）
- Boa Constructor （页面存档备份，存于），使用wxPython的GUI開發環境。
- wxWidgets RAD工具比較 （页面存档备份，存于）
- wxDesigner （页面存档备份，存于），對話盒編輯器、RAD工具。
- DialogBlocks （页面存档备份，存于），產生C++ 程式碼與XRC資源檔的對話盒編輯器。
- wxGlade （页面存档备份，存于），使用wxWidgets的GUI設計工具。
- CodeBlocks （页面存档备份，存于），使用wxWidgets的IDE程式開發工具。
- wxDev-C++ （页面存档备份，存于），基於Dev-C++開發環境，並加入wxWidgets的GUI設計工具。
- wxFormBuilder （页面存档备份，存于），由C++ 寫成、開放原始碼的wxWidgets GUI設計工具。
- wxVS2008Integration[永久]，Visual Studio .NET 2008的wxWidgets專案與類別精靈。
- PythonCard （页面存档备份，存于），跨平台GUI建立工具。